# Чёрная, Елена Игоревна
Елена Игоревна Чёрная (род. 18 апреля 1941) — советская актриса, режиссёр, профессор кафедры сценической речи РГИСИ (СПбГАТИ).

## Биография
В 1965 году закончила ЛГИТМиК, класс народного артиста СССР Меркурьева В. В., после чего принята актрисой в Ленинградский Академический театр им. Пушкина А. С. (Александринский). В театре работала с режиссёрами: Александром Музилём, Владимиром Эренбергом, Николаем Шейко, Ростиславом Горяевым, Арсением Сагальчиком.
Снималась в кино у режиссёров: Владимира Венгерова, Геннадия Шпаликова, Виталия Мельникова, Адольфа Бергункера.
С 1980 года одновременно с обучением в ассистентуре-стажировке начала преподавание на кафедре сценической речи ЛГТМиК. С 1989 года полностью перешла на преподавание в ЛГИТМиК (СПбГАТИ). В 1994 году защитила диссертацию «Сценическая речь классических театров Востока» и получила звание «кандидат искусствоведческих наук». В качестве профессора СПбГАТИ занимается учебно-методической и научной деятельностью в области профессионального обучения.
Её учебное пособие «Основы сценической речи. Фонационное дыхание и голос» (2012) входит в качестве основной и дополнительной литературы в рабочие программы таких учебных заведений, как Московский гуманитарный университет, Московский государственный институт культуры, Санкт-Петербургская консерватория имени Н. А. Римского-Корсакова, Российский экономический университет имени Г. В. Плеханова,
Астраханская государственная консерватория, Челябинский государственный институт культуры,Иркутский государственный университет, Юго-Западный государственный университет и др.
Помимо преподавания на кафедре сценической речи, вела уроки актёрского мастерства (студия Александринского театра при СПбГАТИ, руководитель нар. арт. России С. И. Паршин), разрабатывая авторскую методику воспитания актёрского внимания с помощью дыхательных упражнений гимнастики йоги. В это же время активно работала на Ленинградском Радио в Литературно-Драматической редакции. Записала несколько десятков передач по произведениям классических и современных писателей и поэтов.
С 1995 года занимается режиссурой.

## Роли в кино
- 1966 — Долгая счастливая жизнь (реж. Геннадий Шпаликов) — девушка с гармонью
- 1967 — Мятежная застава (реж. Адольф Бергункер) — Катя
- 1958 — Живой труп (реж. Владимир Венгеров) — Саша, сестра Лизы
- 1973 — Круглая тайна (фильм-спектакль)
- 1977 — Антоний и Клеопатра (фильм-спектакль) — читает закадровый текст

## Постановки в театрах

### Александринский театр
- 1995 год — «Божественная Джулиана» (Инсценировка повести Генри Джеймса «Письма Асперна»). Спектакль награждён Санкт-Петербургским Обществом зрителей «Театрал» призом зрительских симпатий в номинации «лучший спектакль года» на Малой сцене и «лучшая главная роль» за исполнение роли Джулианы Бордеро заслуженной артистки России Лепешенковой И. А.
- 1997 год — Островский А. Н. «Бедность не порок». Спектакль участник фестиваля «Островский в доме Островского» в городе Москва.
- 1999 год — Каратыгин П. А «Вицмундир или женитьба Разгильдяева».

### Постановки в других театрах
- 1998 год — Шила Дилани «Вкус мёда» — Санкт-Петербургский театр Эстрады.
- 2002 год — Уильям Шекспир «Сон в летнюю ночь» — Учебный театр СПбГАТИ, курс под руководством народного артиста России Паршина С. И (студия Александринского театра). Приглашён на Международный Шекспировский фестиваль в г. Гданьск (Польша) в 2003 году.
- 2004 год — Островский А. Н. «Правда хорошо, а счастье лучше» — Учебный театр СПбГАТИ, курс под руководством народного артиста России Паршина С. И (студия Александринского театра). «Лучший спектакль» на Фестивале дипломных спектаклей театральных школ России в городе Ярославле.
- Теннесси Уильямс «Стеклянный зверинец» — Театр «Приют комедианта».
- 2005 год — Георгий Бакланов «Навеки девятнадцатилетние» (Инсценировка Е. И. Чёрной) — Театр «Приют комедианта».
- 2009 год — И. С. Тургенев «Вешние воды». Академический Большой Драматический театр им Г. А. Товстоногова.
- 2010 год — по заказу театра «Балтийский дом» оригинальная пьеса «Ольга. Запретный дневник» на материалах одноимённой книги и неопубликованных архивах поэта Ольги Берггольц[какого?].
- С 2010 по 2014 годы — по приглашению Латвийской академии культуры преподаёт мастерство актёра и сценическую речь на специализированном актёрском курсе для Рижского Русского театра им. Михаила Чехова.

### Саратовский Академический театр драмы им. И. А. Слонова
- 2005 год — «Ловит волк — ловят и волка» (по пьесе А. Н. Островского «Волки и овцы»)
- 2006 год — А. П. Чехов «Дядя Ваня»

### Театр-студия «Пушкинская школа» при Государственном Пушкинском центре
- 2007 год — Уильям Шекспир «Бесплодные усилия любви» — Спектакль стал участником Пушкинского Театрального фестиваля в г. Пскове (2008).
- 2008 год — М. Ю. Лермонтов «Герой нашего времени» по повестям «Бэла» и «Максим Максимыч».

### Рижский русский театр имени Михаила Чехова
- 2012 — Леся Украинка «Лесная Песня» Спектакль участник Международного театрального фестиваля «Встречи в России» в 2013 году.
- 2013 — «Свидание хотя и состоялось, но…» по рассказам Чехова. Спектакль участник 16-го Международного театрального фестиваля «Мелиховская весна» в Музее-заповеднике Мелихово.
- 2014 — «Подросток» по одноимённому роману Ф. М. Достоевского.
- 2015 — «Княжна Мери» по роману Лермонтова «Герой нашего времени».
- 2016 — «Время страстей человеческих» по нескольким рассказам из «Записок охотника» Тургенева.

### Московский губернский театр
- 2021 — «Мой Лермонтов». Спектакль состоит из писем, прозы, и последних стихотворений поэта.
- 2024 — «Мой Онегин». Спектакль по роману в стихах «Евгений Онегин»  Александра Сергеевича Пушкина.

## Публикации
- Сценическая речь в классических театрах Востока. Лекция. СПб, 2009
- Воспитание фонационного дыхания с использованием принципов дыхательной гимнастики «йоги». Учебное пособие. М., 2009
- Основы сценической речи. Фонационное дыхание и голос. Учебное пособие. СПб, Планета музыки. 2012
- Рече-движение 2. //Актуальные вопросы преподавания сценической речи. Межвузовский сборник. М., 2013
- Воспитание резонансной техники сценической речи. // Резонансная техника пения и речи. Методика мастеров. М., 2013
- «Мысль изреченная — есть ложь»? // Сценическая речь. Теория. История. Практика. СПб, 2013
- Курс тренинга фонационного дыхания и фонации на основе упражнений Востока. Учебное пособие. СПб, 2014
- Сценическая речь классического восточного театра и ее уроки, СПб, РГИСИ, 2016
- Стихи и речь, Учебное пособие, СПб, Лань, Планета музыки, 2019
- Стихи как форма художественной речи, СПб, РГИСИ, 2021
- Гимнастика внимания актера, Учебное пособие, СПб, Лань, Планета музыки, 2024
- Внимание актера, СПб, РГИСИ, 2024